# Исламский консультативный совет
Исла́мский консультати́вный сове́т, Ме́джлис (перс. مجلس شورای اﺳﻼﻣﯽ‎ — Меджли́с-е шура́-йе ислами́) — однопалатный парламент Исламской Республики Иран. Состоит из 290 депутатов (до 18 февраля 2000 — из 270).
До исламской революции 1979 года Меджлис являлся нижней палатой двухпалатного парламента Ирана (верхняя — Сенат). Он был создан в 1906 на основе новой конституции под названием Национальный консультативный совет (перс. مجلس شورای ملی‎). До 1963 женщинам не разрешалось принимать участие в голосовании. После Исламской революции 1979 года верхняя палата парламента была распущена, а Национальный консультативный совет переименован в Исламский консультативный совет.
Депутаты парламента избираются всенародным голосованием на 4 года. Меджлис занимается составлением законопроектов и бюджета, ратификацией международных договоров. Кандидаты в депутаты Меджлиса утверждаются Советом стражей.
2 марта 2012 состоялись выборы в Меджлис 9-го созыва (после исламской революции 1979). По итогам парламентских выборов 2012 63,5 % мест в Меджлисе получили депутаты от консервативных партий, 26,2 % — реформистских партий, 6,2 % — представители религиозных меньшинств, 4,1 % — независимые. Спикером Меджлиса в настоящее время является Али Мохаммад-Багер Галибаф. Очередные выборы в Меджлис прошли в феврале 2016 года, первая сессия вновь избранного Меджлиса открылась 28 мая 2016 года.
11 февраля 2020 года был обнародован итоговый список допущенных до выборов в иранский Меджлис (парламент) кандидатов. Об этом заявил в воскресенье секретарь штаба по проведению выборов Исмаил Мусави.

## Спикеры Исламского консультативного совета
- 1980—1989: Али Акбар Хашеми Рафсанджани
- 1989—1992: Мехди Карруби
- 1992—2000: Али Акбар Натек-Нури
- 2000—2004: Мехди Карруби
- 2004—2008: Голям-Али Хаддад Адель
- 2008—2020 : Али Лариджани
- С 28 мая 2020 года: Мохаммад-Багер Галибаф